# 동니
동니(베트남어: Đông Nhi, 생명: Mai Hồng Ngọc, 한자: 梅紅玉(매홍옥), 1988년 10월 13일 ~ )는 유명한 베트남의 가수, 배우이다. 동니는 "Khóc", "Bối rối", "Chàng Baby Milo"등과 같은 10대를 위한 노래로 유명해졌다. 지금까지 그녀의 음악 스타일은 성숙한 방식으로 변했다.

## 음반 목록
- The Singer (2010)
- I Wanna Dance (2011)